# Diachasma striatum
Diachasma striatum är en stekelart som först beskrevs av Forster 1862.  Diachasma striatum ingår i släktet Diachasma och familjen bracksteklar. Inga underarter finns listade i Catalogue of Life.